# Галицька Ілона Сергіївна
Галицька Ілона Сергіївна (нар. 9 листопада 1995, Миколаїв) — українська співачка, учасниця дитячого конкурсу пісні «Євробачення-2007» від України, володарка 10 Гран-Прі міжнародних та всеукраїнських фестивалів і конкурсів.

## Дитяче Євробачення
11-річна І. Галицька в 2007 році на Дитячому пісенному конкурсі Євробачення, що проходив у Роттердамі (Нідерланди). Вона виконала власну пісню «Уроки гламуру». У національному відборі, що проходив у вересні 2007 року в Міжнародному дитячому центрі «Артек» (Велика Ялта, Крим) вона набрала майже 8,5 тисяч голосів з-поміж 12 конкурсантів (в тому числі і Аліни Гросу).

## Навчання
У 2013—2015 роках навчалася на факультеті музичного мистецтва Приватного вищого навчального закладу «Київський університет культури», куди була зарахована відразу на ІІІ курс. У 2015 році вступила поза чергою на кафедру магістерської підготовки цього ж вишу з дистанційною формою навчання.

## Досягнення
І. Галицька перемагала в багатьох українських конкурсах та фестивалях: «Чорноморські ігри», «Крок до зірок», «Світло талантів», «Пісенний вернісаж». Загалом вона виборола 10 Гран-Прі, включаючи міжнародні фестивалі в Болгарії, Туреччині та Угорщині.